# Petriș (okręg Bistrița-Năsăud)
Petriș – wieś w Rumunii, w okręgu Bistrița-Năsăud, w gminie Cetate. W 2011 roku liczyła 999 mieszkańców.